# Anatole Abang
Anatole Abang (Yaoundé, 6 luglio 1996) è un calciatore camerunese, attaccante dell'Al-Bataeh.

## Carriera

### Club
Abang ha iniziato la sua carriera in patria con il Fortuna Yaoundé, per poi passare al Rainbow Bamenda.
Il 5 marzo 2015, dopo un provino superato con successo, viene acquistato dal club statunitense dei New York Red Bulls. L'8 marzo seguente, tre giorni dopo l'ufficialità del suo trasferimento ai Red Bulls, debutta in Major League Soccer nella partita pareggiata per 1-1 contro lo Sporting Kansas City. Il suo primo gol in MLS arriva il 6 giugno, nella partita persa 4-2 contro gli Houston Dynamo. Il 1 luglio arriva la sua prima marcatura anche in US Open Cup nel derby newyorkese contro i Cosmos.

### Nazionale
Il 10 marzo 2016 riceve la sua prima convocazione in nazionale maggiore per la partita di qualificazione alla Coppa d'Africa 2017 contro il Sudafrica.

## Palmarès

### Club
- MLS Supporters' Shield: 1

New York Red Bulls: 2015